# Clinton body count
Clinton body count (letteralmente "la conta dei morti dei Clinton") è una espressione che indica una teoria del complotto, in parte avanzata dall'editore del sito web Newsmax, Christopher Ruddy, tra gli altri, che afferma che l'ex presidente degli Stati Uniti Bill Clinton e sua moglie Hillary abbiano ucciso cinquanta o più dei loro collaboratori.

## Storia
Queste accuse sono note almeno dagli anni 1990, quando uno pseudo-documentario chiamato The Clinton Chronicles, prodotto da Larry Nichols e promosso dal pastore Jerry Falwell, accusò Bill Clinton di molti crimini incluso l'omicidio. Questa teoria del complotto è stata smentita dal Lakeland Ledger, dal Chicago Tribune, Snopes e altri, che hanno indicato documenti dettagliati sulle morti, il grande numero di collaboratori con cui un presidente ha a che fare e il fatto che molte delle persone nella conta non avevano collegamenti con i Clinton, erano state scambiate per altre o erano ancora vive.

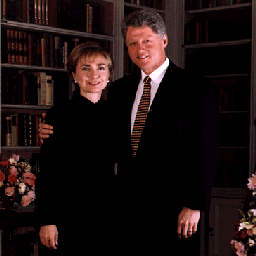
Bill e Hillary Clinton

## Presunti collegamenti con omicidi

### Vincent W. Foster
Il vice consigliere della Casa Bianca Vincent Walker Foster venne trovato morto con un colpo di pistola alla testa a Fort Marcy Park in Virginia, vicino a Washington, D.C., il 20 luglio 1993. Gli investigatori l'hanno dichiarato un suicidio ma secondo i complottisti sarebbe stato ucciso dai Clinton perché sapeva troppo su alcuni scandali che avrebbero riguardato personalmente Bill Clinton.

### Seth Rich
L'omicidio irrisolto dell'assistente del Comitato Nazionale Democratico Seth Rich, avvenuto nel 2016, ha spinto i teorici del complotto a credere che l'omicidio sia stato ordito da Hillary Clinton. La teoria è basata su un'indagine di Fox News, successivamente ritrattata, per cui Rich era stato il responsabile del furto di dati poi pubblicati da WikiLeaks, riferiti alle email spedite da Hillary Clinton, durante la campagna presidenziale del 2016. Queste accuse sono state smentite più volte nel 2020. Molti elementi di questa teoria sono stati promossi da membri di spicco della destra americana come Alex Jones, Newt Gingrich, e Sean Hannity.

### Jeffrey Epstein
Il molestatore sessuale Jeffrey Epstein, mentre era sotto custodia dell'autorità federale per traffico di minori, è stato trovato impiccato nella sua cella nel centro detentivo ad alta sicurezza di Manhattan il 10 agosto 2019, definito dalle autorità un suicidio. La sua morte ha portato a condividere sui social media diverse teorie del complotto, principalmente collegate a Bill Clinton e Donald Trump. Qualche ora dopo la morte di Epstein, Trump ha condiviso dei tweet che accusavano Bill Clinton della morte di Epstein, con l'hashtag #ClintonBodyCount. Queste accuse sono basate sul fatto che Clinton ed Epstein erano amici (nonostante anche Trump lo fosse) e, per i complottisti, Epstein forniva ragazze minorenni a Clinton.